# Мендзилесе (Вонґровецький повіт)
Мендзилесе (пол. Międzylesie) — село в Польщі, у гміні Дамаславек Вонґровецького повіту Великопольського воєводства.
Населення — 332 особи (2011).
У 1975-1998 роках село належало до Пільського воєводства.

## Демографія
Демографічна структура станом на 31 березня 2011 року:
|          | Загалом | Допрацездатний вік | Працездатний вік | Постпрацездатний вік |
| -------- | ------- | ------------------ | ---------------- | -------------------- |
| Чоловіки | 169     | 44                 | 105              | 20                   |
| Жінки    | 163     | 37                 | 93               | 33                   |
| Разом    | 332     | 81                 | 198              | 53                   |